# El Totumo
O Vulcão de Lodo El Totumo ((em castelhano) → Volcán de Lodo El Totumo), é um vulcão de lama localizado no norte da Colômbia no município de Santa Catalina. Um destino turístico local, popular pela sua alegada banho de lama curadora, ele recebe a maioria de seus visitantes de perto de Cartagena.

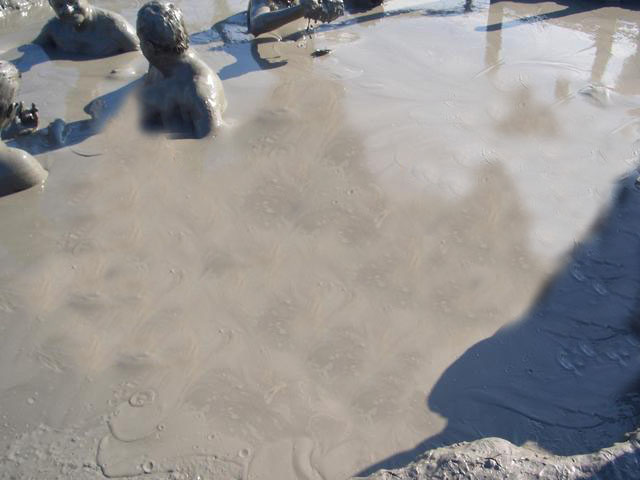
A piscina de lama do vulcão Totumo.